# Воловодов, Борис Наумович
Борис Наумович Воловодов (19 июля 1914, Грозный, Терская область — 3 ноября 1943, Керчь, Крымская АССР) — советский лётчик-штурмовик морской авиации, участник Великой Отечественной войны, Герой Советского Союза (17.11.1943, посмертно). Лейтенант (9.04.1943).

## Биография
Родился 19 июля (1 августа) 1914 года в Грозном в рабочей семье. Рос по месту жительства семьи в Ставрополе. Окончил 7 классов школы № 64 (начинал учиться в школе № 24, ныне средняя общеобразовательная школа № 32) и энергетический техникум в городе Иваново. Работал на предприятиях города Славянска, там же учился в аэроклубе. В 1938 году окончил Херсонскую лётно-инструкторскую школу Осоавиахима, после чего работал лётчиком-инструктором в аэроклубах Ставрополя и с 1939 года — Куйбышева. С 1939 года имел воинское звание «младший лейтенант запаса».
С 1931 года состоял членом ВЛКСМ, в 1943 году принят кандидатом в члены ВКП(б).
В августе 1942 года был призван на службу в авиацию Военно-морского флота, первоначально был пилотом-инструктором в 1-й школе пилотов первоначального обучения ВВС ВМФ (школа была развёрнута в Куйбышевской области).
С мая 1943 года — в составе действующего флота Великой Отечественной войны, однако с мая по сентябрь 1943 года Б. Н. Воловодов обучался на курсах командиров звеньев ВВС ВМФ и только в сентябре был направлен в 47-й штурмовой авиационный полк 11-й штурмовой авиационной дивизии ВВС Черноморского флота, командовал там звеном и временно исполнял должность командира эскадрильи. Принимал участие в Новороссийско-Таманской наступательной и Керченско-Эльтигенской десантной операциях.
За время своего участия в боевых действия в сентябре—октябре 1943 года лейтенант Борис Воловодов совершил 15 боевых вылетов на штурмовку войск противника. Эскадрилья под его командованием потопила 2 сторожевых катера и 4 быстроходные десантные баржи, повредила ещё 2 быстроходные десантные баржи и 1 сторожевой корабль. Также были уничтожены до 100 солдат и офицеров, одна радиостанция, 11 автомашин, 10 конных повозок с грузами, 2 танка, 1 береговая батарея, 3 точки малокалиберной зенитной артиллерии, разрушен причал в порту Феодосия.
3 ноября 1943 года лейтенант Борис Воловодов в составе группы из 12 штурмовиков «Ил-2» вылетел на штурмовку скоплений техники и живой силы противника в районе посёлка Эльтиген (ныне — в черте Керчи). Несмотря на вражеский зенитный огонь, лётчики произвели штурмовку. Когда она уже почти была завершена, с запада появилась группа бомбардировщиков «Ju-88». Экипаж Воловодова протаранил один из бомбардировщиков. Вместе с Борисом Наумовичем погиб штурман 1-й эскадрильи младший лейтенант Василий Леонтьевич Быков.
Похоронен в братской могиле в посёлке Героевское.
Указом Президиума Верховного Совета СССР от 17 ноября 1943 года «за захват плацдарма на Керченском полуострове и проявленные при этом отвагу и геройство» лейтенанту Борису Наумовичу Воловодову посмертно присвоено звание Героя Советского Союза.
Награждён орденом Ленина (17.11.1943, посмертно).

## Память
- В городах Керчь и Ставрополь именем Б. Н. Воловодова названы улицы.
- Имя Героя высечено на стене памяти Мемориального комплекса в Севастополе (п. КАча), посвящённого подвигу авиаторов-черноморцев.
- Школа № 32 в городе Ставрополе носит имя Героя Советского Союза Б. Н. Воловодова, у здания школы установлен его бюст.
- Мемориальная доска установлена в Ставрополе в 2000 году на доме, который находится на месте дома, где жила семья Воловодовых и где Герой прожил детские годы.